# 堂の山薬師堂
堂の山薬師堂（どうのやまやくしどう）は、三重県志摩市にある寺院である。通称「波切薬師堂」。もとは真言宗の寺院であった。波切氏佛協会が管理している。

## 文化財
- 薬師如来：市文化財。鎌倉初期の作とされる。
- 汗かき地蔵（霊汗地蔵）：天文年間に漁師惣左衛門の網にかかり海から引き揚げられたとされるこの地蔵は、白や黒の汗をかくことがあると云われる。汗が白のときは吉事が、黒の時には凶事が起こるとされる。
- 思案地蔵：天保元年9月（1830年）御城米を積んだ船の（偽装とされる）難破とそれに続く事件、波切騒動にて処刑された14名の村民の名前が刻まれている。

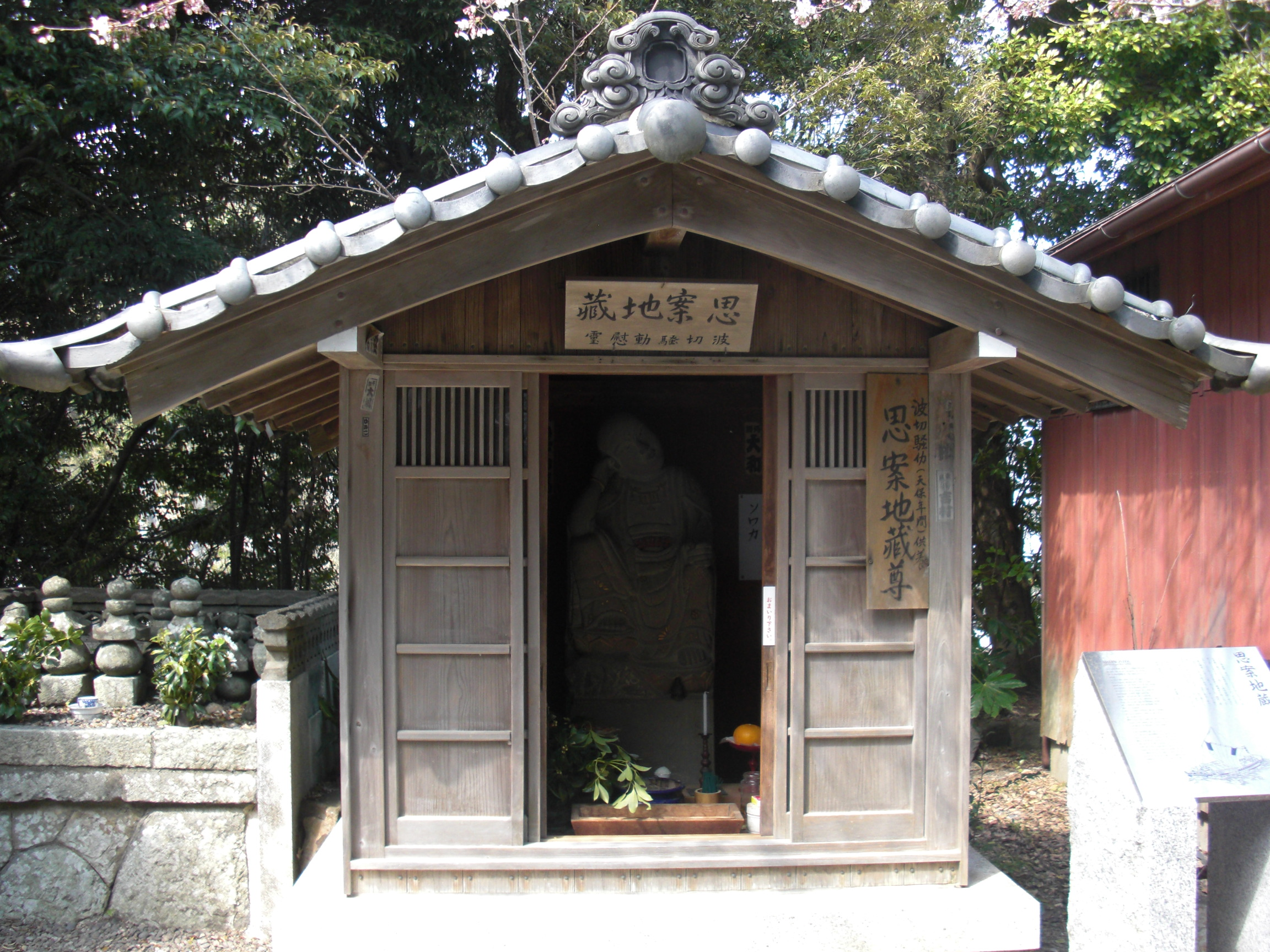
思案地蔵
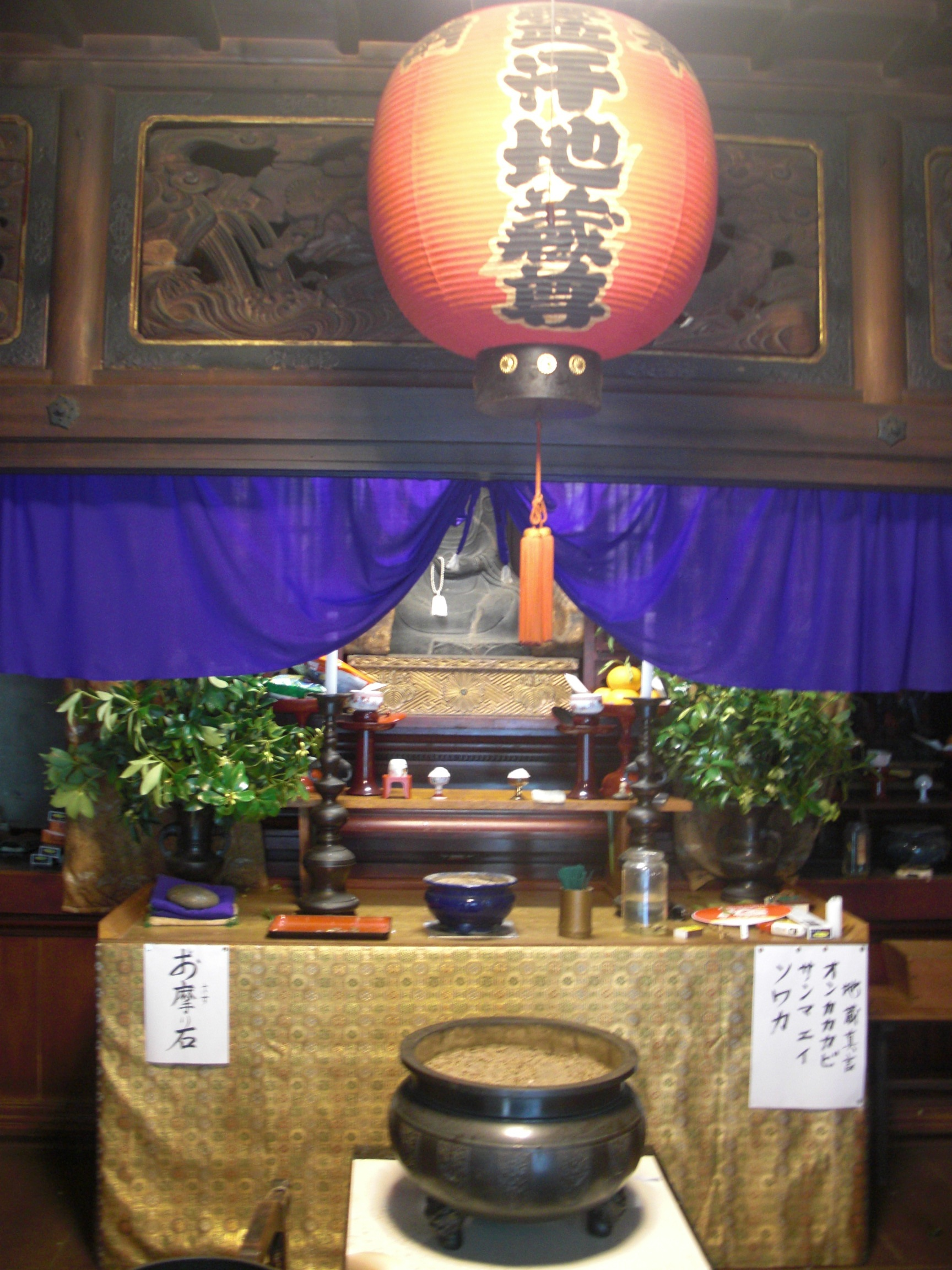
汗かき地蔵

## 行事
- 旧正月24日の縁日 （汗かき地蔵祭）― 汗かき地蔵が海から網にかかり揚げられた日とされる。

## 所在地
- 三重県志摩市大王町波切412